# 50 Best Songs: The Motown Years
50 Best Songs: The Motown Years è una raccolta del cantante statunitense Michael Jackson pubblicata il 1º settembre 2008.

## Tracce
1. ABC (The Jackson 5)
2. Never Can Say Goodbye (The Jackson 5)
3. Ready or Not (Here I Come) (The Jackson 5)
4. Love Song (The Jackson 5)
5. Forever Came Today (The Jackson 5)
6. The Life of the Party (The Jackson 5)
7. Doctor My Eyes (The Jackson 5)
8. All I Do Is Think of You (The Jackson 5)
9. I Am Love (The Jackson 5)
10. Darling Dear (The Jackson 5)
11. Maybe Tomorrow (The Jackson 5)
12. I Found That Girl (The Jackson 5)
13. It's Too Late to Change The Time (The Jackson 5)
14. Lookin' Through the Windows (The Jackson 5)
15. Who's Lovin' You (The Jackson 5)
16. Whatever You Got, I Want (The Jackson 5)
17. I'll Be There (The Jackson 5)
18. I Want You Back (The Jackson 5)
19. Dancing Machine (The Jackson 5)
20. Sugar Daddy (The Jackson 5)
21. Little Bitty Pretty One (The Jackson 5)
22. Hum Along and Dance (The Jackson 5)
23. Corner of the Sky (The Jackson 5)
24. I'm So Happy (The Jackson 5)
25. Get It Together (The Jackson 5)
26. Goin' Back to Indiana (The Jackson 5)
27. Skywriter (The Jackson 5)
28. The Love You Save (The Jackson 5)
29. Mama's Pearl (The Jackson 5)
30. Touch (The Jackson 5)
31. La La (Means I Love You) (The Jackson 5)
32. It's Great to Be Here (The Jackson 5)
33. Hallelujah Day (The Jackson 5)
34. Santa Claus Is Coming to Town (The Jackson 5)
35. Farewell My Summer Love
36. You've Got a Friend
37. My Girl
38. One Day in Your Life
39. Just a Little Bit of You
40. Got to Be There
41. We've Got a Good Thing Going
42. Rockin' Robin
43. Ben
44. I Wanna Be Where You Are
45. Girl You're So Together
46. We're Almost There
47. Wings of My Love
48. Girl Don't Take Your Love from Me
49. Music and Me
50. Ain't No Sunshine